# 中国男女比例失调
在中国，由于文化影响和政府政策，女性人口明显少于男性，导致人口性别比例失衡。这种现象有时被称为“中国消失的女性”或“消失的女孩”。 
性别歧视是导致女童生存劣势的主要原因。重男轻女在中国很普遍，因为男性可继承姓氏和财富，并主要在成人后照顾他们的父母。若限制生育数量，父母会以自己的长远利益来考虑生育男孩或女孩，而父母基本上会选择男孩。中国父母将家庭资源倾斜在男性子嗣上，导致了中国女性的短缺和人口性别比例极不平衡。中国的性别比例相对来说是全球范围内最不平衡的国家。
2016年12月堪萨斯大学的研究报告称，“消失的女孩”与人口性别比例失调可能主要是行政上的漏报造成的。而自 1982 年以来，多达 1000 至 1500 万的中国女性没有按时登记在人口报告中。中国家庭为了在女孩出生时避免处罚，大多数选择不报告或者延迟报告的女性的出生，因此这些女性可能在出生十到二十年后才出现在政府人口普查数据中。根据调查结果表明，从前对于中国人口比例的研究里，中国男女比例差异可能被极度的夸大了。人口学家认为中国政府应改变政策，积极将未报告的女性人口进行统计，并予以社会福利上的支持。

## 背景
阿马蒂亚·森提到，在中国，经济的快速发展伴随着女性死亡率的恶化和性别比的上升。尽管中国传统上一直歧视妇女，但中国女性人口的显着下降发生在1979年之后，即邓小平实施中国经济和社会改革的次年。 森总结说，中国妇女的环境恶化有三个原因，特别是自 1979 年以来。
1979年实施的独生子女政策旨在控制家庭规模，这意味着除了一些例外之外，大多数中国家庭都属于“独生子女家庭”。 由于重男轻女的倾向，这些强制措施导致了对女孩的忽视，甚至导致了杀女婴。中国似乎没有将性别选择性受精或受孕前做法系统化； 因此，据推测，10%的女童在受孕后的某个时刻失踪：无论是在子宫内，还是在婴儿早期。1979 年改革后的几年里，女婴死亡率急剧上升； 一些统计数据表明，从1978年到1984年，女婴死亡率翻了一番。
经济改革后，卫生服务出现了普遍危机，因为中国广泛的农村卫生保健项目的资金以前主要来自农业生产大队和集体。当经济改革废除这些传统结构时，它们被家庭联产承包责任制所取代，这意味着农业仍然集中在家庭内部，而中国广泛的农村医疗保健系统中的公共设施的可用性受到限制。 一般来说，医疗服务限制的影响是中性的，但在重男轻女的中国农村社会，医疗服务的减少对妇女和女童产生了显着的负面影响。
家庭联产承包责任制减少了妇女对有偿农业劳动的参与。与此同时，农业以外的就业机会对妇女来说普遍稀缺。 根据森的合作性冲突分析，“谁在从事生产性工作，谁为家庭的繁荣做出了多少贡献，都会产生很大的影响”，这种系统性变革对家庭中的女性的影响是负面的，因为女性在家庭事务中的讨价还价能力较小。 他们的家人。 这一现实促使家庭更喜欢男孩而不是女孩，这导致对女童的照顾减少。

## 原因
中国性别比高的原因是强烈的重男轻女、独生子女政策、容易性别选择性堕胎、食物短缺、女孩出生时不登记以及对女性的歧视和虐待等综合因素 。

### 中国历史传统文化中的重男轻女
重男轻女是中国儒家父权文化的传统。男孩受到青睐的原因有很多：人们认为儿子可以延续家族血统、延续家族姓氏、有更高的工资收入能力、提供祖先崇拜、通常是继承权的接受者，而女孩往往被认为是经济负担 。 结婚后，她们通常成为丈夫家庭的成员，不再对年迈或生病的父母承担责任。
随着社会经济的进步、现代化和妇女地位的提高，中国许多城市地区的男孩偏好有所下降。 但在一些严格的传统家庭和农村地区仍然存在，并在独生子女政策下重新发挥作用。 女性短缺最严重的地区是中国农村地区，每 100 名女性生育 140 名男性。

### 20世纪计划生育措施
毛泽东在 1949 年至 1976 年间的整个领导过程中，在相信人口众多是权力的源泉和认识到人口过剩的危险之间摇摆不定。尽管毛泽东在 20 世纪 50 年代中期考虑了经济学家关于可能建立全国性计划生育组织的建议，但他后来在大跃进期间又重新主张人口快速增长。
到了 20 世纪 60 年代，全国范围内的饥荒导致人口增长率飙升，全国各地设立了计划生育委员会。 然而，直到1971年以后，人口控制运动才真正开始实施，当时中央政府提倡采取一些自愿措施，例如推迟结婚年龄、固定生育间隔年数以及限制生育两个孩子。毛泽东去世后，邓小平于1978年上台。在他的领导下，避孕措施成为计划生育领域的优先政策。邓小平认为人口控制对经济增长至关重要，并在生殖控制方面竭尽全力以实现这一目标。在经济和发展野心紧迫的政治文化背景下，政府于 1979 年实施了独生子女政策。

### 独生子女政策
整个 20 世纪 70 年代，中国经历了人口大幅增长。 为了通过限制人口增长来改善环境和经济条件，中国于 1979 年实施了独生子女政策。该政策制定了一系列规则，规定了政府批准的中国家庭的组成：每个家庭允许生育一个孩子，如果违反规定，将面临罚款到强制绝育等后果。 该政策在居住密度通常较高的城市地区得到严格执行，其效果因地区而异：在全国少数民族中执行力度并不大，而且有一些例外情况。 由大多数人汉族人口组成。 还为第一个也是唯一的孩子有残疾的家庭提供津贴。
北京中国儿童中心主任陈雪峰表示，“不可否认，独生子女将创造一个不一样的社会，我们首先要增强独生子女社会交往、互动和发展的机会和能力。” 中国的独生子女可能被认为是被宠坏的、自私的、不合群的。一胎化政策被称为“对中国人口和经济发展影响最重大、影响最深远的政策”。 中国人口的生育自由被用作社会现代化的政治工具。
独生子女政策凸显了重男轻女的传统观念。 其结果包括性别选择性堕胎、遗弃女婴以及在某些情况下杀害女婴的比率上升。该政策还导致女性出生和收养的漏报现象增多。中国卫生部门将新生儿性别失衡描述为世界上“最严重、最持久”的现象，这是该国严格的独生子女政策的直接后果。所有这些因素导致了严重的“女性失踪”现象，其社会后果就是单身男性过多以及有婦女因为婚姻和性而被绑架和贩运。
2016年全面二孩政策取消 然后是2021年的三孩政策。

### 粮食短缺
导致独生子女政策制定的主要因素之一是中国难以克服的粮食短缺，这赋予了政府对农村社区及其土地所有权拥有前所未有的权力。 1956年之后，国家或地方政府通过强制没收和低于市场价值的补偿，宣称拥有所有农村土地的所有权。 结果，农民筹集资金的能力受到限制，因为他们无法出售、出租或购买土地来种植更具经济可行性的土地或使用土地作为贷款抵押品。 政府对土地的控制也降低了个人努力工作的积极性，因为农民无法从他们生产的农作物中获利，从而导致大规模饥饿，并加深了社会精英与最弱势群体之间的分歧。
中国黄河流域、西南、华南、华北平原的连续干旱进一步加剧了粮食短缺问题 ，以及1958年至1960年的长江。 这导致中国几乎每个地区的农业条件都十分恶劣，并引发了1959-1961年中国大饥荒。
总体而言，中国政府利用粮食短缺来增强其对先前开放土地的权力。 在许多情况下，当地政治人物会利用粮食安全的虚假承诺来操纵其公民遵守新规定。然而，粮食短缺给共产党带来了巨大的压力。 更多的合法性和权力也导致数百万人死亡，并促使独生子女政策的开始。 中国的粮食安全取决于原料挑战，因为中国无法在国内生产足够数量的大豆等饲料谷物，而这些饲料谷物是维持其不断扩张和迅速扩张的畜牧业所必需的。 因此，中国严重依赖进口来满足这一需求。

### 性别选择性堕胎
重男轻女、独生子女政策和产前性别识别技术助长了堕胎合法的中国部分地区墮女胎風氣的蔓延。 性别选择性堕胎手术会导致男性出生过多，从而严重扭曲人口中的性别比例。据《中国统计出版社2013》数据，中国出生人口性别比1990年为111，2001年为117，2005年为121，2010年为119。研究人员发现，针对性别的选择性堕胎可能会在人群中造成长期的社会问题。女性的缺乏可能不利于性别平等：女性数量的减少意味着公民权力的减少。在婚姻对社会进步至关重要的地区，新娘和母亲的短缺可能会导致绑架、强迫婚姻和暴力事件增加。

## 後果
由於中国男性过剩，导致婚姻擠壓的出現。另外由于女性更容易選擇高嫁，這使得贫穷和未受过教育的中國男性結婚會非常困難，而喪偶、離異的男子要是再婚也變得困難。不結婚的男子還有可能遭到歧視和被人議論，並且感到孤独感和挫敗感，進而出现心理问题。有學者估計，中國境內的未婚男子主要位於农村地区。
由於男性結婚困難，造成聘金昂貴的現象，甚至有婦女被拐賣到農村。